# Etienne Macdonald
Étienne Jacques Joseph Alexandre Macdonald (17 de noviembre de 1765, Sedán - 25 de septiembre de 1840, castillo de Courcelles, cerca de Gien (Loiret) fue un militar francés, mariscal del Imperio desde 1809 y primer duque de Tarento.

## Biografía

### Origen
Nace en Sedan, en una familia de origen escocés originaria de la isla South Uist, en las Hébridas. Su padre, Neil MacEachen (más tarde MacDonald) of Howbeg, protegió la fuga del príncipe Carlos Eduardo Estuardo hacia Francia, estableciéndose en Sancerre. Sirvió en el regimiento de Ogilvy. MacDonald sirvió al principio en el regimiento irlandés de Arthur Dillon en 1784 en Holanda; fue cadete en el 87 Regimiento de Infantería en 1787.

### Revolución francesa
En Jemappes, se le nombró coronel del antiguo Regimiento de Picardía. Capitán tras la batalla de Jemappes, alcanza rápidamente el grado de general. En 1795, en el Ejército del Norte de Pichegru, persigue a los ingleses de Federico, duque de York y de Albany, pasa los ríos helados, y con su caballería captura la flota holandesa aprisionada por el hielo.
Tras servir en los Ejércitos del Rin y de Italia, es nombrado gobernador de Roma y de los Estados de la Iglesia. En 1799, cuando los franceses evacuan Roma, manda gloriosamente la campaña contra los ejércitos aliados.
Manda a los franceses en la batalla del Trebbia, que dura tres días, derrotando con 35.000 soldados a un ejército de 50.000, recibiendo varias heridas y logrando reunirse con el general Moreau.

### Consulado e Imperio
Estaba destinado en Versalles cuando se produce el golpe de Estado del 18 de brumario, y apoya a Napoleón Bonaparte. Tras la batalla de Marengo y la campaña en los Grisones, es enviado a Dinamarca como ministro plenipotenciario hasta 1803. A su regreso, es nombrado gran oficial de la Legión de Honor.
Caído en desgracia tras el affaire de Moreau, a quien defendió, y sólo en 1809 es nombrado para mandar una división en Italia.
Tras la batalla de Wagram es nombrado mariscal, por haber hundido el centro enemigo protegido por 200 piezas de artillería.

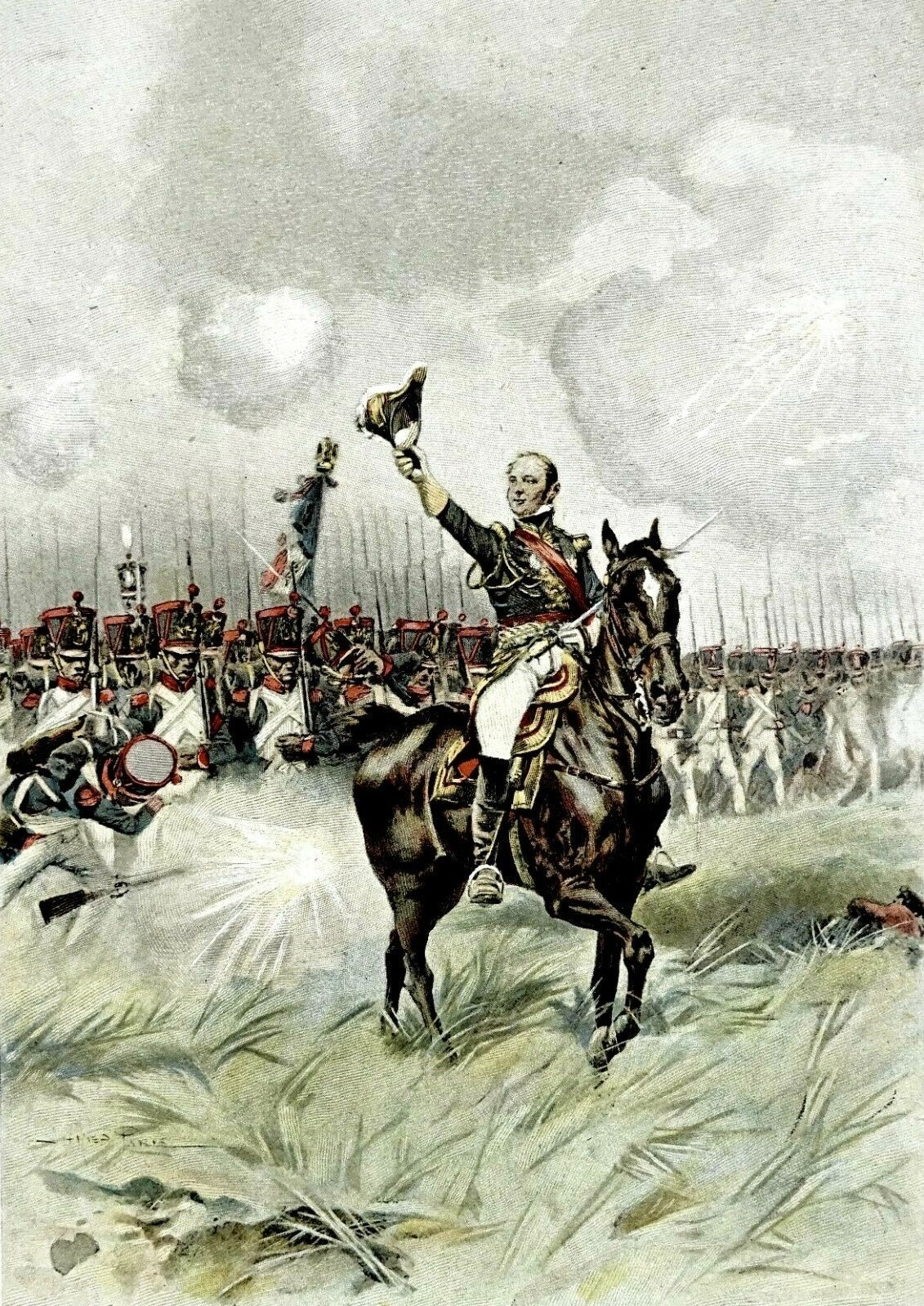
El general Macdonald en la batalla de Wagram

A su regreso a París, en 1810, es nombrado duque de Tarento, y es enviado a España como jefe de un Cuerpo de Ejército. En 1812, manda le 10.º Cuerpo en la campaña de Rusia, ocupando Jelgava y Rundāle, de donde se retira el 7 de diciembre. En 1813, combate gloriosamente en las batallas de Lützen, de Bautzen y de Leipzig. Allí, pasa a nado el río Elster, donde perece Józef Poniatowski, el príncipe de Poniatowski, y asiste, el 30 de octubre, a la batalla de Hanau. Durante la campaña de 1814, manda el ala izquierda del ejército, y asiste en Fontainebleau a la abdicación de Napoleón, a la cual contribuyó.
Tras la abdicación de Fontainebleau y la consiguiente Restauración de los Borbones, acepta ser nombrado Par de Francia el 4 de junio de 1814. En la noche del 19 al 20 de marzo de 1815, parte de París con Luis XVIII, y, tras haberle acompañado hasta Menen, regresa a París, rehusando todo cargo procedente de Napoleón, cumpliendo su servicio en la Guardia Nacional como simple granadero.
Tras la batalla de Waterloo, con el nuevo retorno de los Borbones, recibe la misión de licenciar el Ejército del Loira. En 1821, es nombrado Gran Canciller de la Legión de Honor, dignidad que conservará hasta 1831.
Fallece el 25 de septiembre de 1840, en su castillo de Courcelles, a la edad de 75 años, dejando un hijo de 15 años.
Las palabras que Napoleón pronunció en su exilio en la isla de Santa Helena tienen gran valor, sobre todo cuando respecto de hombres de los que podía tener quejas, como es el caso, afirma: «Macdonald tenía una gran lealtad».

## Hoja de servicios
- 8 de marzo de 1793: Jefe de Brigada del 26 Regimiento de Infantería de Línea.
- 26 de agosto de 1793: General de brigada.
- 28 de noviembre de 1794: General de división.
- 12 de julio de 1809: Mariscal del Imperio.

## Títulos y condecoraciones

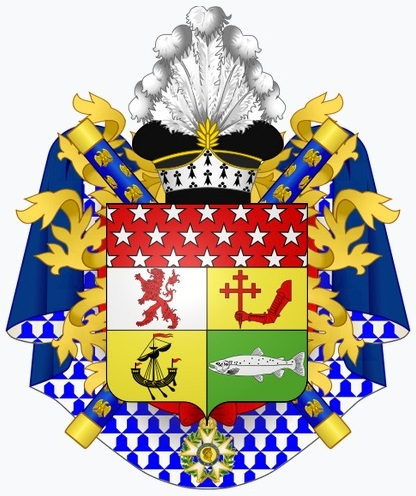
Logro heráldico de Macdonald como duque de Tarento

- 16 de octubre de 1803: Caballero de la Legión de Honor.
- 14 de junio de 1804: Gran oficial de la Legión de Honor.
- 14 de agosto de 1809 Gran águila de la Legión de Honor.
- 9 de diciembre de 1809: Duque de Tarento.
- 2 de julio de 1815: Gran canciller de la Legión de Honor.